# Frontlines: Fuel of War
Frontlines: Fuel of War is een first-person shooter die in Europa op 29 januari 2008 is uitgekomen voor de Xbox 360 en Microsoft Windows. Een PlayStation 3-versie was oorspronkelijk ook gepland, maar door problemen bij de ontwikkeling geannuleerd. Het spel is ontworpen door Kaos Studios, voorheen bekend onder de naam Trauma Studios, producent van onder andere Desert Combat, een uitbreiding van Battlefield 1942.
Frontlines: Fuel of War speelt zich af in het jaar 2024 tijdens een energiecrisis. Nu de olie- en gasvoorraad vrijwel op is, vecht het Westen tegen het Oosten. Het Westen is een alliantie tussen de Verenigde Staten en Europa, de Oost-alliantie bestaat uit Rusland en China. De laatste oliedruppels verdwijnen in tanks. De laatste gevechten spelen zich rond de oliebronnen af.
Het spel draait volledig om de frontlinie. De frontlinie bestaat uit bepaalde strategische plekken die veroverd kunnen worden. Indien voldoende plekken veroverd zijn, schuift de frontlinie op.
De producent gaf aan dat de PC-versie 64 spelersmappen ondersteunt. De console-versie van het spel zou eerst tot 32 spelers gaan, het dubbele van wat tot nu toe haalbaar was op de Xbox 360 , maar later werd dit zelfs verhoogd naar 50 spelers.

## Ontvangst
| Beoordeeld door        | Jaar | Platform | Score |
| ---------------------- | ---- | -------- | ----- |
| Gamer.co.il            | 2008 | Windows  | 84%   |
| Game Captain           | 2008 | Xbox 360 | 84%   |
| Gameswelt              | 2008 | Xbox 360 | 84%   |
| GameStar (Duitsland)   | 2008 | Windows  | 83%   |
| Krawall Gaming Network | 2008 | Windows  | 81%   |
| Deeko                  | 2008 | Xbox 360 | 80%   |
| Game Informer Magazine | 2008 | Xbox 360 | 78%   |
| Jeuxvideo.com          | 2008 | Xbox 360 | 70%   |
| DarkZero               | 2008 | Windows  | 70%   |
| Video Game Generation  | 2008 | Xbox 360 | 65%   |